# P.U.N.K.S.
P.U.N.K.S. è un film del 1999 diretto da Sean McNamara.

## Trama
Un gruppo di adolescenti vittime di bullismo trova una tuta creata da uno scienziato. La tuta fornisce a chi la indossa una forza sovrumana ma ha una controindicazione: il corpo di chiunque la indossi può essere controllato da qualcun altro, tramite un computer senza fili. I ragazzi, successivamente, apprendono che il padre di Drew, che ha una condizione cardiaca grave, è tenuto a presentare il prototipo ad alcuni investitori. Ma dopo aver scoperto che la tuta avrebbe causato la morte dell'uomo a causa di un'insufficienza cardiaca, il gruppo va in missione per salvarlo e distruggere la società responsabile della costruzione del pericoloso dispositivo.